# Daïra de Sedrata
La daïra / cercle de Sedrata (en berbère : Isedraten) est une daïra (cercle administratif) d'Algérie située dans la wilaya de Souk Ahras et dont le chef-lieu est la ville éponyme de Sedrata.